# Temnora clementsi
Temnora clementsi är en fjärilsart som beskrevs av Rothschild 1894. Temnora clementsi ingår i släktet Temnora och familjen svärmare. Inga underarter finns listade i Catalogue of Life.